# 사랑하는 소녀
《사랑하는 소녀》(Tell Her I Love Her)는 한국에서 제작된 김종관 감독의 2003년 드라마, 멜로/로맨스 영화이다. 홍윤정, 설창희 등이 출연하였다.

## 출연

### 주연
- 홍윤정
- 설창희

### 조연
- 맹봉학
- 윤차연
- 정유미
- 임승수

## 기타
- 조명: 하진수
- 녹음: 박준오
- 미술: 김종관